# エクスタシー (2005年の映画)
『エクスタシー』（原題：London）は、2005年のイギリス・アメリカの映画。元恋人への未練に悩む青年と、エリート男性の会話が中心のヒューマンドラマ。
メインキャストは『セルラー』で共演したクリス・エヴァンス、ジェイソン・ステイサム、ジェシカ・ビール。

## ストーリー
失恋に悩む青年シドと、ビジネスマンのベイトマンは、ドラッグの売買で偶然知り合い意気投合する。元交際相手のお別れパーティーに、一緒に行って欲しいとシドに懇願され、ベイトマンは一杯だけ付き合うことにする。
シドが交際していたロンドンは、現在の交際相手の住むロサンゼルスに移住することになり、ニューヨークの友人宅でお別れパーティーが開かれていた。パーティー会場であるレベッカ宅に、シドとベイトマンは早く来すぎた為、2階で酒とドラックをやりながら会話する。シドの失恋話に始まり、交際中の出来事や、ベイトマンの性癖、果ては宇宙と神について語りあう。
会場に人が集まり始め、2階にセクシーなマヤやマロリーが訪れ、ドラッグを分けてもらい会話に参加する。ついに主役のロンドンが会場に来ると、ベイトマンは彼女に会うようシドを説得する。意を決したシドが下の階に降りると、美人なロンドンは男性に口説かれていた。薬でラリって空気を読めないシドが乱入し、会場では殴り合いが始まる。
どさくさにまぎれてベイトマンがマロリーを持ち帰ろうとすると、シドも強引にロンドンを連れ出す。ベイトマン達と分かれたシドとロンドンは、車の中で話し合うが、ロンドンの気を引き止めることは出来なかった。
後日、ロスへ向かう空港内で、ロンドンはシドに呼び止められる。そして彼は今まで一度も言ったことの無い言葉を言うのだった。

## キャスト
※括弧内は日本語吹替
- ロンドン - ジェシカ・ビール（園崎未恵）
- シド - クリス・エヴァンス（加瀬康之）
- ベイトマン - ジェイソン・ステイサム（山野井仁）
- マロリー - ジョイ・ブライアント（浅野まゆみ）
- レベッカ - アイラ・フィッシャー
- ジョージ - デイン・クック
- リリー - カット・デニングス
- ルーク - ネッド・ベラミー
- マヤ - ケリ・ガーナー
- ジェイ - ジェフ・ウルフ
- ミシェル - ジュリエット・マーキス
- アレックス - ポーラ・パットン
- ローレン - ソフィー・モンク
- ケリー - リナ・エスコ（英語版）

## その他
- リーリー・ソビエスキーはフランス人女性役で収録したが、登場シーンはカットされた[4]。
- 音楽はテレビドラマ『ボーンズ』で主題歌を歌ったクリスタル・メソッドが担当した。